# Мормо
Мормо (грч. Μορμώ) је у грчкој митологији било име чудовишта, аветиње.

## Митологија
Овом аветињом су мајке плашиле своју децу. Према предању, Мормо је најпре била краљица Лестригона, која је изгубила своју децу, па је од тада почела да прогања туђу. Поистовећивала се са Гелом и Ламијом, или је припадала истој класи баука попут Ламије и Емпусе. Сматране су страшним подземним демонима које су намамљивале младиће у кревет у виду лепих девојака, а како би се домогле њиховог меса и крви.
Мормо се у неким изворима називала Мормоликом и помињала као Ахеронтова дојкиња.